# ものまね王座決定戦
『ものまね王座決定戦』（ものまねおうざけっていせん）は、フジテレビ系列で1973年より不定期（年数回）で放送されているものまね番組。通称は『ものまね王座』。
本項では総集編にあたる『あなたが選ぶ!ものまね王座決定戦ベスト101』についても述べる。

## 歴史

### ものまねブームまで
1973年、『火曜ワイドスペシャル』として、『第1回オールスターものまね王座決定戦』が放送される。非常に高視聴率を記録し、スペシャル番組として定着した。第1回の優勝者は森昌子である。
1985年7月2日、笑いに特化した内容の『第1回爆笑!スターものまね王座決定戦』がスタートし、以降は2番組が交互に放送される。
番組初期は、新人歌手らの余興的色彩があった。

### ものまね四天王時代
1987年に木村忠寛がプロデューサーに就任し、3月放送の『第2回爆笑!スターものまね王座決定戦』から、それまで司会を務めたあのねのねに代わり、新たな司会者に所ジョージ・榊原郁恵が就任した（1988年4月の『第20回オールスターものまね王座決定戦』からはそれまで桑野信義とタッグを組み出場者側だった田代まさしも加わる）。更に審査員に淡谷のり子を加えてからは、お笑い、パロディ芸としてのものまね（無論お笑い要素のない歌まねを排除したわけではなく並行）に方針転換する。
コロッケ・清水アキラ・栗田貫一並びにビジーフォー（グッチ裕三・モト冬樹）による、いわゆるものまね四天王を前面に出す番組作りに衣替えし、ダチョウ倶楽部や笑福亭笑瓶、松村邦洋、ピンクの電話のような、一発芸に終始したネタも頻繁化され、1990年代にものまねブームを巻き起こした。
1986年までは3ブロック制で90分での放送だったが、1987年の90分での放送が2ブロック制に改める。1987年から1998年までは年に3回（『オールスター』が秋、『爆笑!スター』が春・11月ごろに放送）この2番組が並行して行われたが、1997年・1998年11月ごろに放送された分はそれまでの優勝者・決勝進出者に常連組が揃ったグランドチャンピオン大会になった。
1989年に入ると、春の改編期に『爆笑!スター』、秋の改編期に『オールスター』を放送するようになり、この年の10月に放送された第21回以降の『オールスター』から3ブロック制に変更され、翌1990年4月にも第7回以降、春の改編期に放送する『爆笑!スター』も3ブロック制に変更された。また1989年3月5日には、『花王名人劇場』（関西テレビ制作）でも『ものまね刑事』に四天王が主演したドラマが放送された（ナレーターは当時『王座決定戦』司会の一人だった所ジョージ）。
1989年12月の『爆笑!スター』からは、審査員のネームプレートが手書き体からナールフォルト体に変更された。また、それとは別に『火曜ワイドスペシャル』や『金曜おもしろバラエティ』→『金曜ファミリーランド』枠で、年数回、特別版や番組の舞台裏ドキュメントを放送した。
1991年にはオリジナルビデオ作品にも進出し、『ものまね四天王 オリジナルムービー ひょうたん』を発表した。この『ひょうたん』は、1992年2月21日にフジテレビで放送された『大公開!最初で最後!ものまね四天王ドラマスペシャル!!』（『金曜ファミリーランド』枠）内で放送された。
しかし、プロデューサーの木村と四天王の一角・コロッケの対立が発端になり、コロッケは1992年3月31日放送分の『第11回爆笑!スター』を最後に降板した。さらに、コロッケを含め、研ナオコや岩本恭生、篠塚満由美らが、日本テレビでスタートした『史上最高そっくり大賞』→『ものまねバトル大賞』に移った。
一方で清水アキラ、栗田貫一、ダチョウ倶楽部、松居直美、松村邦洋など、当番組に残留した出演者も多く、この時期では、かつて計25回も放送され、フジテレビを代表する特番だった『オールスター紅白大運動会』を、当番組の出演者メインで復活し5回放送（1994年 - 1996年）、また1997年・1998年には『オールスター爆笑ものまね紅白歌合戦!!』と並行した正月特番『初笑い!爆笑ものまね新年会』も放送された。
やがてビジーフォーが降板し、『ものまねバトル』より視聴率が下がるなど番組の弱体化が進み、1999年以降は1回減らした年2回の編成となる。番組の司会の顔であった榊原も2000年4月7日放送の『第25回爆笑!スター』で降板、同時に司会者全員の赤いブレザーや、1980年10月28日放送回から続いてきた100点満点採点方式もこの回で終了した。
2000年10月3日放送の第32回でテコ入れをして下記のように多数の演出が大幅なリニューアルし、プロデューサーも木村から水口昌彦に交代（この回は司会に今田耕司、東野幸治、篠原ともえ。基本的に生バンドであった演奏も事前収録の効果音に変わった。これ以降ネタの伴奏は生バンドによる事前収録となる）するが、視聴率が番組最低の13%となり、この回を最後に打ち切られた。
司会陣も所・田代は1990年12月の『第8回爆笑!スター』で降板し、1991年4月の『第9回爆笑!スター』からは研ナオコ（1994年11月の『第16回爆笑!スター』まで）に交代。その研も上記の通り日本テレビのものまね番組の司会に移り、井上順（1995年4月の『第17回爆笑!スター』から）の復帰や松本伊代（1996年4月『第19回爆笑!スター』から）の審査員からの移行など、司会者が目紛るしく変わることもあった。
司会者の人数も3人から、1996年4月の『第19回爆笑!スター』からは4人に、1998年10月の『第30回オールスター』- 1999年10月の『第31回オールスター』には5人までに増えた（1998年11月の「グランドチャンピオン大会」と2000年4月の『第25回爆笑!スター』は4人に戻る）。
トーナメント制も、1997年10月の『第29回オールスター』から2000年4月の『第25回爆笑!スター』まで、春・秋の改編期の『爆笑!スター』、『オールスター』が4ブロック32組となる。複数名のユニットも作られるようになり、最大で50人を超えたこともあった。
番組のセットに関しては、中央が従来のトーナメント表を表したセットだったが、周りが電飾中心のセットになり、出演者席も中央のトーナメント表の所から両側に座ることになった。また、トーナメント表もコンピュータ処理になり、表示されたが1999年10月 - 2000年4月の回はなかった。審査員席の後ろも1997年10月（お台場新社屋での収録初回）からは観客に埋められ、1998年4月 - 1999年4月はものまねのターゲットとなった出演者とグラビアアイドルに埋められたが、1999年10月第31回オールスター - 2000年4月の第25回爆笑!スター回は周りが花に埋められた。
1997年4月の第21回爆笑!スターからテロップが乱発・カラフル化するようになる。放送送信が河田町からお台場へ移転したことも背景にあると思われ、司会者・審査員の名前を表示する際に3倍ほどの特大サイズの表示になった（このデザインは2000年4月の第25回爆笑スターまで使用）。ただし、引き続き針すなおのイラストと、ものまね・歌手名のテロップ表記はオリジナルの手書き調を引き続き使用していた。

### 名物「赤い背広」
1985年の第1回爆笑!スターより採用。出演者が多い番組であり混合を避けるため、司会者の衣装は赤い背広（赤い背広（赤いブレザー）に赤蝶ネクタイまたは赤ネクタイ、男性は白いズボン・女性は白いスカートといった出で立ち）を着用して司会進行を担当していた。スタッフ・スタジオの左右にいるアシスタントガールも同様に着用していた（スタッフは上着のブレザーのみ）。
フジテレビのバラエティ番組においては、出演者とスタッフ統一の衣装という演出番組はなく、その後の1996年・2004年以降の『FNS27時間テレビ』の統一番組Tシャツにつながったとされる。それ以前1984年の第16回オールスターまでは司会者は普通の正装で担当していた。1996年第20回爆笑!スターではオープニングの司会者紹介時に当時司会の翔が背広の内側に「翔」と刺繍されていたのを見せた。ひそかに約15年間名物・恒例となっていたが、2000年4月の第25回爆笑!スターが最後となりプロデューサー交代を機に廃止された。
1993年「第25回オールスター」での亘哲兵が所ジョージのものまねする際や、1994年「第26回オールスター」での島崎和歌子が榊原郁恵のものまねする際、1995年「第17回爆笑!スター」での鈴木末吉が井上順のものまねする際、1997年「第29回オールスター」での林家ぺーが愛川欽也のものまねする際でも赤い背広の衣装で登場した。また、1990年「第7回爆笑!スター」では松本明子が榊原郁恵のものまねする際、オープニング・登場時は赤い背広を着たが、歌唱時は郁恵が「夏のお嬢さん」に着た当時の衣装に着替えた。

### 放送データ一覧

#### オールスターものまね王座決定戦
| 回数   | 放送日               | 放送時間                                      | 放送タイトル                                         | 優勝者              | 平均視聴率 |
| ------ | -------------------- | --------------------------------------------- | ---------------------------------------------------- | ------------------- | ---------- |
| 第1回  | 1973年11月6日（火）  | 20:00 - 21:25                                 | 第1回オールスターものまね王座決定戦                  | 森昌子              | 不明       |
| 第2回  | 1974年（放送日不明） | 20:00 - 21:25                                 | 第2回オールスターものまね王座決定戦                  | 藤圭子              | ？・％     |
| 第3回  | 1975年10月14日（火） | 20:00 - 21:24                                 | 第3回オールスターものまね王座決定戦                  | 五木ひろし          | ？・％     |
| 第4回  | 1976年4月20日（火）  | 20:00 - 21:24                                 | 第4回オールスターものまね王座決定戦                  | 細川たかし          | ？・％     |
| 第5回  | 1976年10月26日（火） | 20:00 - 21:24                                 | 第5回オールスターものまね王座決定戦                  | 森昌子              | ？・％     |
| 第6回  | 1977年4月26日（火）  | 20:00 - 21:24                                 | 第6回オールスターものまね王座決定戦                  | 浅野ゆう子          | 18.3%      |
| 第7回  | 1977年10月11日（火） | 20:00 - 21:24                                 | 第7回オールスターものまね王座決定戦                  | 石川さゆり          | 19.6%      |
| 第8回  | 1978年4月11日（火）  | 20:00 - 21:24                                 | 第8回オールスターものまね王座決定戦                  | 西城秀樹            | 23.8%      |
| 第9回  | 1978年11月7日（火）  | 20:00 - 21:24                                 | 第9回オールスターものまね王座決定戦                  | 石川さゆり          | 23.6%      |
| 第10回 | 1979年4月10日（火）  | 20:00 - 21:24                                 | 第10回記念オールスターものまね王座決定戦             | 五木ひろし          | 19.8%      |
| 第11回 | 1979年9月18日（火）  | 20:00 - 21:24                                 | 第11回オールスターものまね王座決定戦                 | 角川博              | 30.3%      |
| 第12回 | 1980年10月28日（火） | 20:00 - 21:24                                 | 第12回オールスターものまね王座決定戦                 | 小林幸子            | 23.8%      |
| 第13回 | 1981年10月6日（火）  | 19:30 - 20:54 or19:00 - 20:54 or19:00 - 21:24 | 第13回オールスターものまね王座決定戦                 | 野口五郎            | 22.9%      |
| 第14回 | 1982年10月19日（火） | 19:30 - 20:54 or19:00 - 20:54 or19:00 - 21:24 | 第14回オールスターものまね王座決定戦                 | 研ナオコ            | 22.7%      |
| 第15回 | 1983年10月18日（火） | 19:30 - 20:54 or19:00 - 20:54 or19:00 - 21:24 | 第15回オールスターものまね王座決定戦                 | 松居直美            | 19.3%      |
| 第16回 | 1984年10月9日（火）  | 19:30 - 20:54 or19:00 - 20:54 or19:00 - 21:24 | 第16回オールスターものまね王座決定戦                 | ラッツ&スター       | 19.1%      |
| 第17回 | 1985年10月8日（火）  | 19:30 - 20:54 or19:00 - 20:54 or19:00 - 21:24 | 第17回オールスターものまね王座決定戦                 | ビジーフォー        | 19.0%      |
| 第18回 | 1986年11月4日（火）  | 19:30 - 20:54 or19:00 - 20:54 or19:00 - 21:24 | 第18回オールスターものまね王座決定戦                 | ラッツ&スター       | 24.2%      |
| 第19回 | 1987年6月23日（火）  | 19:30 - 20:54 or19:00 - 20:54 or19:00 - 21:24 | 第19回オールスターものまね王座決定戦                 | 田代まさし&桑野信義 | 20.5%      |
| 第20回 | 1988年4月12日（火）  | 19:30 - 20:54 or19:00 - 20:54 or19:00 - 21:24 | 第20回記念スペシャル! オールスターものまね王座決定戦 | 原田ゆかり          | 25.3%      |
| 第21回 | 1989年10月3日（火）  | 19:30 - 20:54 or19:00 - 20:54 or19:00 - 21:24 | 第21回オールスターものまね王座決定戦スペシャル       | 岩本恭生            | 19.9%      |
| 第22回 | 1990年10月2日（火）  | 19:30 - 20:54 or19:00 - 20:54 or19:00 - 21:24 | 第22回オールスターものまね王座決定戦スペシャル       | 松本明子            | 32.3%      |
| 第23回 | 1991年10月1日（火）  | 19:30 - 20:54 or19:00 - 20:54 or19:00 - 21:24 | 第23回オールスターものまね王座決定戦スペシャル       | 栗田貫一            | 29.7%      |
| 第24回 | 1992年9月28日（月）  | 19:30 - 20:54 or19:00 - 20:54 or19:00 - 21:24 | 第24回オールスターものまね王座決定戦スペシャル       | 布施辰徳            | 27.7%      |
| 第25回 | 1993年10月5日（火）  | 19:30 - 20:54 or19:00 - 20:54 or19:00 - 21:24 | 第25回オールスターものまね王座決定戦スペシャル       | 布施辰徳            | 30.0%      |
| 第26回 | 1994年10月4日（火）  | 19:30 - 20:54 or19:00 - 20:54 or19:00 - 21:24 | 第26回オールスターものまね王座決定戦スペシャル       | 星奈々              | 28.7%      |
| 第27回 | 1995年10月3日（火）  | 19:30 - 20:54 or19:00 - 20:54 or19:00 - 21:24 | 第27回オールスターものまね王座決定戦スペシャル       | 中島マリ            | 25.4%      |
| 第28回 | 1996年10月1日（火）  | 19:00 - 21:54                                 | 第28回オールスターものまね王座決定戦スペシャル       | 星奈々              | 21.6%      |
| 第29回 | 1997年10月2日（木）  | 19:00 - 21:54                                 | 第29回オールスターものまね王座決定戦スペシャル       | 清水アキラ          | 22.5%      |
| 第30回 | 1998年10月8日（木）  | 19:00 - 21:54                                 | 第30回オールスターものまね王座決定戦スペシャル       | 原田ゆかり&橋本志穂 | 21.8%      |
| 第31回 | 1999年10月5日（火）  | 19:00 - 21:54                                 | 第31回オールスターものまね王座決定戦スペシャル       | 城之内早苗          | 17.4%      |
| 第32回 | 2000年10月3日（火）  | 19:00 - 21:24                                 | 第32回オールスターものまね王座決定戦スペシャル       | 松居直美            | 13.6%      |

#### 爆笑!スターものまね王座決定戦
| 回数   | 放送日               | 放送時間                      | 放送タイトル                                         | 優勝者                   | 平均視聴率 |
| ------ | -------------------- | ----------------------------- | ---------------------------------------------------- | ------------------------ | ---------- |
| 第1回  | 1985年7月2日（火）   | 19:30 - 20:54 or19:00 - 21:24 | 第1回爆笑!スターものまね王座決定戦                   | 太平サブロー・シロー     | 15.4%      |
| 第2回  | 1987年3月17日（火）  | 19:30 - 20:54 or19:00 - 21:24 | 第2回爆笑!スターものまね王座決定戦                   | コロッケ                 | 25.9%      |
| 第3回  | 1987年10月20日（火） | 19:30 - 20:54 or19:00 - 21:24 | 第3回爆笑!スターものまね王座決定戦                   | 清水アキラ               | 33.0%      |
| 第4回  | 1988年11月29日（火） | 19:30 - 20:54 or19:00 - 21:24 | 第4回爆笑!スターものまね王座決定戦                   | ビジーフォー             | 33.0%      |
| 第5回  | 1989年3月28日（火）  | 19:30 - 20:54 or19:00 - 21:24 | 第5回爆笑!スターものまね王座決定戦                   | 篠塚満由美               | 27.8%      |
| 第6回  | 1989年12月5日（火）  | 19:30 - 20:54 or19:00 - 21:24 | 第6回爆笑!スターものまね王座決定戦                   | 松本明子                 | 33.2%      |
| 第7回  | 1990年4月3日（火）   | 19:30 - 20:54 or19:00 - 21:24 | 第7回爆笑!スターものまね王座決定戦                   | 森口博子                 | 27.7%      |
| 第8回  | 1990年12月4日（火）  | 19:30 - 20:54 or19:00 - 21:24 | 第8回爆笑!スターものまね王座決定戦                   | 清水アキラ               | 34.6%      |
| 第9回  | 1991年4月2日（火）   | 19:30 - 20:54 or19:00 - 21:24 | 第9回爆笑!スターものまね王座決定戦                   | コロッケ                 | 32.0%      |
| 第10回 | 1991年12月3日（火）  | 19:30 - 20:54 or19:00 - 21:24 | 第10回爆笑!スターものまね王座決定戦                  | ビジーフォー             | 34.1%      |
| 第11回 | 1992年3月31日（火）  | 19:00 - 21:54                 | 第11回爆笑!スターものまね王座決定戦スペシャル        | 栗田貫一                 | 31.9%      |
| 第12回 | 1992年12月1日（火）  | 19:30 - 20:54                 | 第12回爆笑!スターものまね王座決定戦                  | ビジーフォー             | 31.1%      |
| 第13回 | 1993年3月30日（火）  | 19:00 - 21:24                 | 第13回爆笑!スターものまね王座決定戦スペシャル        | 斉藤ルミ子               | 30.1%      |
| 第14回 | 1993年11月30日（火） | 19:30 - 20:54                 | 第14回爆笑!スターものまね王座決定戦                  | C.C.ガールズ             | 31.1%      |
| 第15回 | 1994年4月5日（火）   | 19:00 - 21:24                 | 第15回爆笑!スターものまね王座決定戦スペシャル        | わたる哲兵               | 35.4%      |
| 第16回 | 1994年11月29日（火） | 19:30 - 20:54                 | 第16回爆笑!スターものまね王座決定戦                  | 清水アキラ               | 30.6%      |
| 第17回 | 1995年3月28日（火）  | 19:00 - 21:24                 | 第17回爆笑!スターものまね王座決定戦                  | 松居直美                 | 26.4%      |
| 第18回 | 1995年12月12日（火） | 19:30 - 20:54                 | 第18回爆笑!スターものまね王座決定戦                  | 市原利花                 | 24.1%      |
| 第19回 | 1996年4月2日（火）   | 19:00 - 21:24                 | 第19回爆笑!スターものまね王座決定戦スペシャル        | ビジーフォー             | 21.6%      |
| 第20回 | 1996年11月26日（火） | 19:00 - 20:54                 | 第20回爆笑!スターものまね王座決定戦スペシャル        | ダチョウ倶楽部           | 22.5%      |
| 第21回 | 1997年3月25日（火）  | 19:00 - 21:24                 | 第21回爆笑!スターものまね王座決定戦スペシャル        | 星奈々                   | 16.2%      |
| 第22回 | 1997年11月27日（木） | 19:00 - 20:54                 | 第22回爆笑!スターものまね王座決定戦 チャンピオン大会 | 栗田貫一                 | 20.0%      |
| 第23回 | 1998年4月2日（木）   | 19:00 - 21:54                 | 第23回爆笑!スターものまね王座決定戦スペシャル        | 工藤兄弟&松村和子&大石円 | 21.6%      |
| 第24回 | 1999年4月8日（木）   | 19:00 - 21:54                 | 第24回爆笑!スターものまね王座決定戦スペシャル        | ダチョウ倶楽部           | 18.7%      |
| 第25回 | 2000年4月7日（金）   | 19:00 - 21:54                 | 第25回爆笑!スターものまね王座決定戦スペシャル        | すだちtoかぼす           | 16.6%      |

1997年3月放送の「第21回爆笑!スター」までは河田町旧本社屋・第6スタジオ、1997年10月放送の「第29回オールスター」からお台場現新社屋・V4スタジオで収録されていた。先述・後述のとおり、スタジオ移転と同時に一部のセット（各ブロック出演者の待避場所が開始当初より続いたメインステージセンター後方からセット裏へ変更等）・一部の演出が変更された。

#### チャンピオン大会
| 回数  | 放送日               | 放送時間      | 放送タイトル                                                 | 優勝者     | 平均視聴率 |
| ----- | -------------------- | ------------- | ------------------------------------------------------------ | ---------- | ---------- |
| 第1回 | 1987年12月1日（火）  | 19:30 - 20:54 | 第1弾オールスターものまね王座決定戦 チャンピオン大会         | 栗田貫一   | 29.7%      |
| 第2回 | 1988年8月9日（火）   | 19:30 - 20:54 | 第2弾オールスターものまね王座決定戦 チャンピオン大会         | 栗田貫一   | 24.9%      |
| 第3回 | 1998年11月23日（月） | 19:00 - 20:54 | 爆笑!オールスターものまね王座決定戦 グランドチャンピオン大会 | 清水アキラ | 20.9%      |

### 第1期終了後
2000年末に、それまで1988年正月より年末年始に行われていた『オールスター爆笑ものまね紅白歌合戦!!スペシャル』に吸収し、完全リニューアルを行った結果、視聴率の巻き返しに成功。その後『爆笑そっくりものまね紅白歌合戦スペシャル』に改題してパワーアップを図り、ステレオ放送の実施や吉本興業所属芸人を中心とするお笑いタレントを多く出演させるなどの演出の変更を行った。なお、本番組最終回の司会であった今田、東野はリニューアル後も続投している。視聴率でも『ものまねバトル』を再び抜き、『ものまねバトル』を2009年1月4日の放送を以って打ち切り・5月3日から『ものまねグランプリ』へのリニューアルという形に追い込んだ（『ものまねグランプリ』はトーナメント戦や1対1など、本番組のような個人戦となっており、個人戦から団体戦に変更したフジテレビと逆のパターンのリニューアルとなった）。
一方で、かつての本番組の映像をまとめたビデオソフトが、2008年12月17日にDVD BOXとして発売された（ポニーキャニオン 本編540分・3枚組）。DVDでは過去の対戦VTRの一部が収録され、エンディングトークとして歴代司会者の榊原郁恵、松本伊代、ガタルカナル･タカ、清水国明が近況や当時の思い出などを語っている。また、冒頭のタイトルコールもこの4人によって行われている。なお、本番組放送時はモノラル放送であったが、DVDでは全編ステレオ音源で収録されている。
また、2009年2月18日にはその第2弾にあたる「ものまね四天王DVD 伝説復活!爆笑ものまねオンパレード!!」というDVD BOXとして発売した。内容はものまね四天王の過去の全対戦VTRが収録されているものである。

### 第2期
※視聴率は関東地区、ビデオリサーチ調べ。
| 回数   | 放送日               | 放送時間      | 放送タイトル                                                                                  | 優勝者             | 平均視聴率                    | 備考                     |
| ------ | -------------------- | ------------- | --------------------------------------------------------------------------------------------- | ------------------ | ----------------------------- | ------------------------ |
| 第1回  | 2012年7月6日（金）   | 19:00 - 22:52 | 12年ぶりに今夜復活! ものまね王座決定戦 芸能界日本一は誰だ?大激突トーナメントスペシャル        | ミラクルひかる     | 15.5%                         | 『金曜プレステージ』枠   |
| 第2回  | 2012年12月28日（金） | 18:00 - 22:52 | 日本一は誰だ!? ものまね王座大決定戦 最強トーナメント超下克上スペシャル!!                      | ビューティーこくぶ | 06.8%（第1部） 12.3%（第2部） | 『金曜プレステージ』枠   |
| 第3回  | 2013年12月28日（土） | 19:00 - 23:10 | 最強トーナメント2013 ものまね王座大決定戦 新王者誕生スペシャル!!                              | 友近               | 10.2%                         | 『土曜プレミアム』枠     |
| 第4回  | 2014年12月12日（金） | 19:00 - 22:52 | 日本一のものまね王者が今夜決定! ものまね王座決定戦 年に一度のガチンコバトルスペシャル         | 布施辰徳           | 13.0%                         | 『赤と黒のゲキジョー』枠 |
| 第5回  | 2015年12月11日（金） | 19:00 - 22:52 | 日本一のものまね王者が今夜決定! ものまね王座決定戦 年に一度の超真剣トーナメントスペシャル     | 城南海             | 10.2%                         | 『金曜プレミアム』枠     |
| 第6回  | 2016年11月25日（金） | 19:00 - 22:52 | 日本一のものまね王者が今夜決定! ものまね王座決定戦 年に一度の鉄板ネタガチンコバトルスペシャル | ビューティーこくぶ | 不明                          | 『金曜プレミアム』枠     |
| 第7回  | 2017年11月24日（金） | 19:00 - 22:52 | 日本一のものまね王者が今夜決定! ものまね王座決定戦 年に一度の鉄板ネタガチンコバトルスペシャル | エハラマサヒロ     | 不明                          | 『金曜プレミアム』枠     |
| 第8回  | 2018年11月30日（金） | 19:00 - 22:52 | 日本一のものまね王者が今夜決定! ものまね王座決定戦 年に一度の鉄板ネタガチンコバトルスペシャル | 君島遼             | 不明                          | 『金曜プレミアム』枠     |
| 第9回  | 2019年12月6日（金）  | 19:00 - 22:52 | 日本一のものまね王者が今夜決定! ものまね王座決定戦 年に一度の鉄板ネタガチンコバトルスペシャル | ダブルネーム       | 10.5%                         |                          |
| 第10回 | 2020年12月4日（金）  | 19:00 - 22:52 | 日本一のものまね王者が今夜決定! ものまね王座決定戦 年に一度の鉄板ネタガチンコバトルスペシャル | 松浦航大           | 10.4%                         |                          |
| 第11回 | 2021年12月3日（金）  | 19:00 - 23:02 | 日本一のものまね王者が今夜決定! ものまね王座決定戦 年に一度の鉄板ネタガチンコバトルスペシャル | 荒牧陽子           | 不明                          |                          |
| 第12回 | 2022年12月9日（金）  | 19:00 - 21:58 | 日本一のものまね王者が今夜決定! ものまね王座決定戦 年に一度の鉄板ネタガチンコバトルスペシャル | ビューティーこくぶ | 不明                          |                          |
| 第13回 | 2023年11月25日（土） | 21:00 - 23:10 | 日本一のものまね王者が今夜決定! ものまね王座決定戦 年に一度の鉄板ネタガチンコバトルスペシャル | ななみなな         | 不明                          | 『土曜プレミアム』枠     |
| 第14回 | 2024年11月23日（土） | 21:00 - 23:10 | 日本一のものまね王者が今夜決定! ものまね王座決定戦 年に一度の鉄板ネタガチンコバトルスペシャル | ダブルネーム       |                               | 『土曜プレミアム』枠     |

- 2012年7月6日に『12年ぶりに今夜復活! ものまね王座決定戦 芸能界日本一は誰だ? 大激突トーナメントスペシャル』の収録が湾岸スタジオで行われることが発表された。
  - なお、出演者・審査員の大半と司会者は『爆笑そっくりものまね紅白歌合戦スペシャル』と共通になっている。
  - 放送時間は、第1期での90分や2時間の倍の4時間に拡大されて放送された。
  - この日は、『オールスター芸能人歌がうまい王座決定戦スペシャル』と同様、Aブロック・Bブロック・Cブロックの3ブロックでトーナメント対決を行った。
  - 基本的には歌ものまねオンリーになるため、お笑いものまねを披露する2000年秋までの常連だった松村・ダチョウや『爆笑そっくりものまね紅白歌合戦スペシャル』でネタを披露する岡田圭右・タカアンドトシなどの一部のお笑いコンビ、そっくりさんなどのグループ、フジテレビアナウンサーは出演しない。
  - また、出場者は個人およびコンビがほとんどで、1997年秋 - 2000年秋にあった合同グループはチームよしもと（山崎邦正・オリエンタルラジオ・NON STYLE・楽しんご）のみとなる。
  - 『爆笑そっくりものまね紅白歌合戦スペシャル』と同じくテロップの乱発が著しくなっている。
  - なお、2004年秋の『爆笑そっくりものまね紅白歌合戦スペシャル』以降、司会を務めていた中野美奈子はものまね番組の担当はこの回で最後となった。
  - また、フジテレビ系列でものまね番組が夏に4時間放送されるのは初になる。それ以前に1999年に「発表!日本ものまね大賞」があったので、同局の夏のものまね番組は13年ぶり。
- 2012年12月28日には半年ぶりに復活第2回にあたる『日本一は誰だ!? ものまね王座大決定戦 最強トーナメント 超下克上スペシャル!!』は18:00 - 22:52の4時間52分と全テレビ局およびフジテレビのものまね番組としては2番目に最長[注 7]で、当番組としては過去最長の放送時間になる[3]。
  - この日は、放送時間が7月放送より1時間長いため、総勢32組のものまね芸人や芸能人・一般人がAブロック・Bブロック・Cブロック・Dブロックの4ブロックでトーナメント対決を行った。三田友梨佳にとって2回目の司会となった。
  - この回は「ひとネタ四天王」は6人が出場した。
  - 以後、当番組がフジテレビの年末特番として放送されるようになる。

- 2013年12月28日には1年ぶりに復活第3回にあたる『最強トーナメント2013 ものまね王座大決定戦 新王者誕生スペシャル!!』が放送。
  - 出場32組をAブロック・Bブロック・Cブロック・Dブロック・Eブロック・Fブロック・Gブロック・Hブロックの8つのブロック（各ブロック4組）に分かれるため、決勝は8組になる。内田嶺衣奈にとって2回目の司会となり、西山喜久恵が新司会者となった。
  - この回から、ネタ数が4ネタから3ネタに縮小、審査が1人10点・合計100点満点の審査から1人100点・合計1000点満点の審査に変更、また決勝戦は予選（1回戦・準決勝）の合計得点が低い順にものまねを披露した。
  - この回は「ひとネタトリオ」は6人が出場した。
  - この回は、第1期でも放送されることがなかった番組初の土曜放送だった。

- 2014年12月12日には1年ぶりに復活第4回にあたる『日本一のものまね王者が今夜決定! ものまね王座決定戦 年に一度のガチンコバトルスペシャル』が放送。
  - この回は、『爆笑そっくりものまね紅白歌合戦スペシャル』も含めフジテレビのものまね番組では過去にはなかった日本テレビ『ものまねグランプリ』から、元レギュラーのコージー冨田[注 8]・ノブ&フッキー[注 9]、現役レギュラーの原口あきまさ・神奈月・やしろ優・みかんと数組のものまねタレントが特別出演として出場している[注 10]。

- 2015年12月11日には1年ぶりに復活第5回にあたる『日本一のものまね王者が今夜決定! ものまね王座決定戦 年に一度の超真剣トーナメントスペシャル』が放送。
  - この回も、昨年同様日本テレビ『ものまねグランプリ』から、元レギュラーのコージー冨田[注 8]・ノブ&フッキー[注 9]、現役レギュラーの原口あきまさ・神奈月・やしろ優と数組のものまねタレントが特別出演として出場した。更に、この回では、同じく同番組の現役レギュラーであるホリが初出場した[注 11]。

- 2016年11月25日には1年ぶりに復活第6回にあたる『日本一のものまね王者が今夜決定! ものまね王座決定戦 年に一度の鉄板ネタガチンコバトルスペシャル』が放送。
  - 第2期では初となる11月に放送された。その理由は、翌1月6日に『爆笑そっくりものまね紅白歌合戦スペシャル』が放送されることにより放送時期の間隔を空けるためである。
  - 9月2日放送された『爆笑そっくりものまね紅白歌合戦スペシャル』で行われた「ものまねジャニーズ軍団 スペシャルヒットメドレー」が、再びこの放送回でエキシビジョンアクトとして行われた。SMAP・嵐・NEWS・Kis-My-Ft2のそっくりさんが出演した。決勝戦の前に行われた。
  - この回も、一昨年・昨年同様日本テレビ『ものまねグランプリ』から、元レギュラーのコージー冨田[注 8]・ノブ&フッキー[注 9]、現役レギュラーの原口あきまさ・トレンディエンジェル[注 12]が出演した。

- 2017年11月24日には1年ぶりに復活第7回にあたる『日本一のものまね王者が今夜決定! ものまね王座決定戦 年に一度の鉄板ネタガチンコバトルスペシャル』が放送。
  - 番組初の試みとして敗者復活枠が新設された。通常の決勝進出者6組に、決勝進出者以外の一回戦や準決勝戦で敗退した出場者の中で審査員の多数決により決定した1組を加えて合計7組で決勝戦が行われた。
  - さらに、番組初の総集編コーナー「ものまね王座決定戦 名場面プレイバック」と題して、番組開始の1973年から現在の2017年までの45年の長い歴史の当番組で披露されたものまねの中で厳選された傑作ものまねを番組の随時のCM明けで行われた[注 13]。ただし、針すなおのイラストは差し替えられていた。尚、翌年以降も毎年恒例の企画として必ず行われている。

- 2018年11月30日には1年ぶりに復活第8回にあたる『日本一のものまね王者が今夜決定! ものまね王座決定戦 年に一度の鉄板ネタガチンコバトルスペシャル』が放送。
  - 昨年行われた敗者復活枠は廃止された。通常の決勝進出者7組で決勝戦が行われた。
  - 今回からフジテレビのスポットニュース枠の廃止により、22:46に飛び降りポイントが設けられた。

- 2019年12月6日には1年ぶりに復活第9回にあたる『日本一のものまね王者が今夜決定! ものまね王座決定戦 年に一度の鉄板ネタガチンコバトルスペシャル』が放送。
  - 2015年以来の4年ぶりに12月での放送となる。
  - また、『金曜プレミアム』終了に伴い、第2期では初の単発特別番組枠以外での放送となる。
  - 尚、この放送で『ものまね王座決定戦』と『爆笑そっくりものまね紅白歌合戦スペシャル』を含めた1999年10月からフジテレビのものまね番組で司会を務める今田耕司・東野幸治が20周年を迎えた。
  - 因みに、かつて火曜ゴールデンタイム枠で共に放送されていた『FNS歌謡祭』（第1夜）と初めて同じ週に放送された。翌年以降も同じ傾向である。

- 2020年12月4日には1年ぶりに復活第10回にあたる『日本一のものまね王者が今夜決定! ものまね王座決定戦 年に一度の鉄板ネタガチンコバトルスペシャル』が放送。
  - 新型コロナウイルスの影響により、スタジオに全出場者の登場とひな壇をなくし、無観客で収録した。

- 2021年12月3日には1年ぶりに復活第11回にあたる『日本一のものまね王者が今夜決定! ものまね王座決定戦 年に一度の鉄板ネタガチンコバトルスペシャル』が放送。
  - 昨年より放送時間が10分拡大となる。
  - 2年ぶりに有観客で収録。
  - 2016年以来となる日本テレビ『ものまねグランプリ』から参戦者として荒牧陽子が特別出演として出場した。そして、初出場で初優勝を果たした。
  - エキシビジョン特別企画として、1回戦・準決勝戦・決勝戦の間に挟まれる形で、解散したSMAP・活動休止中の嵐のそれぞれのヒット曲メドレーのジャニーズものまねが披露された。

- 2022年12月9日には1年ぶりに復活第12回にあたる『日本一のものまね王者が今夜決定! ものまね王座決定戦 年に一度の鉄板ネタガチンコバトルスペシャル』が放送。
  - 昨年より放送時間が64分短縮となり、第2期では初めて22時台に放送されないことになる。
  - 今回は従来のトーナメント戦を廃止して、全27組がこれまでの決勝戦で行っていた予選ラウンドに挑み1000点満点で得点上位8組が決勝ラウンドに進出する形式で行われた。

- 2023年11月25日には1年ぶりに復活第13回にあたる『日本一のものまね王者が今夜決定! ものまね王座決定戦 年に一度の鉄板ネタガチンコバトルスペシャル』が放送。
  - 昨年よりさらに放送時間が48分短縮となり、第2期では初めて2時間での放送となる。
  - また、2018年以来の5年ぶりに11月での放送、2013年以来の10年ぶりに土曜放送となる。
  - 出場者を20組に縮小し、予選ラウンドを5組ずつ4グループに分け、そのグループの最高得点者と各グループの2位以下の出場者からの最高得点者上位2組・計7組が決勝進出。2017年以来6年ぶりに敗者復活枠が復活。
  - 決勝の歌唱順はボール引き抽選で決めた。

- 2024年11月23日には1年ぶりに復活第14回にあたる『日本一のものまね王者が今夜決定! ものまね王座決定戦 年に一度の鉄板ネタガチンコバトルスペシャル』が放送予定。
  - 『爆笑そっくりものまね紅白歌合戦スペシャル』と同様に、『ものまね王座決定戦』も前回放送分（2023年11月25日）をもって長年司会を担当していた東野幸治が番組卒業しており、今回から同番組と同じく毎回異なるスペシャルMCが今田耕司と共に担当する。この回では篠原涼子が担当（前回は中山秀征、前々回は剛力彩芽）。
  - また、進行を担当するフジテレビアナウンサーもこれまで西山喜久恵が長年担当してきたが、東野と同じく一新されて椿原慶子が担当する。

## 番組構成

### オープニング
オーティス・レディング／「I Can't Turn You Loose」

## ネット局（金曜放送時、第9回時点）
| 放送地域       | 放送局                   | 系列                          | 放送時間           | 遅れ                                        |
| -------------- | ------------------------ | ----------------------------- | ------------------ | ------------------------------------------- |
| 関東広域圏     | フジテレビ               | フジテレビ系列                | 金曜 19:00 - 22:52 | 製作局                                      |
| 北海道         | 北海道文化放送※1         | フジテレビ系列                | 金曜 19:00 - 22:52 | 同時ネット                                  |
| 岩手県         | 岩手めんこいテレビ       | フジテレビ系列                | 金曜 19:00 - 22:52 | 同時ネット                                  |
| 宮城県         | 仙台放送※2               | フジテレビ系列                | 金曜 19:00 - 22:52 | 同時ネット                                  |
| 秋田県         | 秋田テレビ               | フジテレビ系列                | 金曜 19:00 - 22:52 | 同時ネット                                  |
| 山形県         | さくらんぼテレビジョン   | フジテレビ系列                | 金曜 19:00 - 22:52 | 同時ネット                                  |
| 福島県         | 福島テレビ               | フジテレビ系列                | 金曜 19:00 - 22:52 | 同時ネット                                  |
| 新潟県         | NST新潟総合テレビ        | フジテレビ系列                | 金曜 19:00 - 22:52 | 同時ネット                                  |
| 長野県         | 長野放送                 | フジテレビ系列                | 金曜 19:00 - 22:52 | 同時ネット                                  |
| 静岡県         | テレビ静岡               | フジテレビ系列                | 金曜 19:00 - 22:52 | 同時ネット                                  |
| 富山県         | 富山テレビ放送※3         | フジテレビ系列                | 金曜 19:00 - 22:52 | 同時ネット                                  |
| 石川県         | 石川テレビ放送           | フジテレビ系列                | 金曜 19:00 - 22:52 | 同時ネット                                  |
| 福井県         | 福井テレビジョン放送     | フジテレビ系列                | 金曜 19:00 - 22:52 | 同時ネット                                  |
| 中京広域圏     | 東海テレビ放送           | フジテレビ系列                | 金曜 19:00 - 22:52 | 同時ネット                                  |
| 島根県・鳥取県 | 山陰中央テレビジョン放送 | フジテレビ系列                | 金曜 19:00 - 22:52 | 同時ネット                                  |
| 岡山県・香川県 | 岡山放送※4               | フジテレビ系列                | 金曜 19:00 - 22:52 | 同時ネット                                  |
| 広島県         | テレビ新広島             | フジテレビ系列                | 金曜 19:00 - 22:52 | 同時ネット                                  |
| 愛媛県         | テレビ愛媛               | フジテレビ系列                | 金曜 19:00 - 22:52 | 同時ネット                                  |
| 高知県         | 高知さんさんテレビ       | フジテレビ系列                | 金曜 19:00 - 22:52 | 同時ネット                                  |
| 福岡県         | テレビ西日本※5           | フジテレビ系列                | 金曜 19:00 - 22:52 | 同時ネット                                  |
| 佐賀県         | サガテレビ               | フジテレビ系列                | 金曜 19:00 - 22:52 | 同時ネット                                  |
| 長崎県         | テレビ長崎               | フジテレビ系列                | 金曜 19:00 - 22:52 | 同時ネット                                  |
| 熊本県         | テレビ熊本               | フジテレビ系列                | 金曜 19:00 - 22:52 | 同時ネット                                  |
| 鹿児島県       | 鹿児島テレビ放送         | フジテレビ系列                | 金曜 19:00 - 22:52 | 同時ネット                                  |
| 近畿広域圏     | 関西テレビ放送           | フジテレビ系列                | 金曜 20:00 - 22:46 | 同時ネット （20:00飛び乗り・22:46飛び降り） |
| 大分県         | テレビ大分               | 日本テレビ系列 フジテレビ系列 | 金曜 20:00 - 22:46 | 同時ネット （20:00飛び乗り・22:46飛び降り） |
| 沖縄県         | 沖縄テレビ放送           | フジテレビ系列                | 金曜 20:00 - 22:46 | 同時ネット （20:00飛び乗り・22:46飛び降り） |

- ※1：『発見!タカトシランド』を優先放送する為、20:00から飛び乗り放送するが、場合によっては『発見!タカトシランド』を全編休止して同時ネットで放送することもある。
- ※2：毎月最終週金曜19:00は『仙臺いろは増刊号』を放送する為、『ものまね王座決定戦』の放送が重なった場合は、『仙臺いろは増刊号』を優先放送する為に20:00から飛び乗り放送。
- ※3：不定期で金曜19:00に『BBTスペシャル』を放送する為、『ものまね王座決定戦』の放送が重なった場合は、『BBTスペシャル』を優先放送する為に20:00から飛び乗り放送。
- ※4：『金バク!』を優先放送する為、20:00から飛び乗り放送。
- ※5：『華丸・大吉のなんしようと?』を優先放送するため、20:00から飛び乗り放送。

## ネット局（『土曜プレミアム』を参照）
| 放送地域       | 放送局                   | 系列                                         | 放送日時                      | 備考       |
| -------------- | ------------------------ | -------------------------------------------- | ----------------------------- | ---------- |
| 関東広域圏     | フジテレビ(製作局)       | フジテレビ系列                               | 土曜 19:00 - 23:10            | 同時ネット |
| 北海道         | 北海道文化放送           | フジテレビ系列                               | 土曜 19:00 - 23:10            | 同時ネット |
| 岩手県         | 岩手めんこいテレビ       | フジテレビ系列                               | 土曜 19:00 - 23:10            | 同時ネット |
| 宮城県         | 仙台放送                 | フジテレビ系列                               | 土曜 19:00 - 23:10            | 同時ネット |
| 秋田県         | 秋田テレビ               | フジテレビ系列                               | 土曜 19:00 - 23:10            | 同時ネット |
| 山形県         | さくらんぼテレビジョン   | フジテレビ系列                               | 土曜 19:00 - 23:10            | 同時ネット |
| 福島県         | 福島テレビ               | フジテレビ系列                               | 土曜 19:00 - 23:10            | 同時ネット |
| 新潟県         | NST新潟総合テレビ        | フジテレビ系列                               | 土曜 19:00 - 23:10            | 同時ネット |
| 長野県         | 長野放送                 | フジテレビ系列                               | 土曜 19:00 - 23:10            | 同時ネット |
| 静岡県         | テレビ静岡               | フジテレビ系列                               | 土曜 19:00 - 23:10            | 同時ネット |
| 富山県         | 富山テレビ放送           | フジテレビ系列                               | 土曜 19:00 - 23:10            | 同時ネット |
| 石川県         | 石川テレビ放送           | フジテレビ系列                               | 土曜 19:00 - 23:10            | 同時ネット |
| 福井県         | 福井テレビジョン放送     | フジテレビ系列                               | 土曜 19:00 - 23:10            | 同時ネット |
| 中京広域圏     | 東海テレビ放送           | フジテレビ系列                               | 土曜 19:00 - 23:10            | 同時ネット |
| 近畿広域圏     | 関西テレビ放送           | フジテレビ系列                               | 土曜 19:00 - 23:10            | 同時ネット |
| 島根県・鳥取県 | 山陰中央テレビジョン放送 | フジテレビ系列                               | 土曜 19:00 - 23:10            | 同時ネット |
| 岡山県・香川県 | 岡山放送                 | フジテレビ系列                               | 土曜 19:00 - 23:10            | 同時ネット |
| 広島県         | テレビ新広島             | フジテレビ系列                               | 土曜 19:00 - 23:10            | 同時ネット |
| 愛媛県         | テレビ愛媛               | フジテレビ系列                               | 土曜 19:00 - 23:10            | 同時ネット |
| 高知県         | 高知さんさんテレビ       | フジテレビ系列                               | 土曜 19:00 - 23:10            | 同時ネット |
| 福岡県         | テレビ西日本             | フジテレビ系列                               | 土曜 19:00 - 23:10            | 同時ネット |
| 佐賀県         | サガテレビ               | フジテレビ系列                               | 土曜 19:00 - 23:10            | 同時ネット |
| 長崎県         | テレビ長崎               | フジテレビ系列                               | 土曜 19:00 - 23:10            | 同時ネット |
| 熊本県         | テレビ熊本               | フジテレビ系列                               | 土曜 19:00 - 23:10            | 同時ネット |
| 宮崎県         | テレビ宮崎               | フジテレビ系列 日本テレビ系列 テレビ朝日系列 | 土曜 19:00 - 23:10            | 同時ネット |
| 鹿児島県       | 鹿児島テレビ放送         | フジテレビ系列                               | 土曜 19:00 - 23:10            | 同時ネット |
| 沖縄県         | 沖縄テレビ放送           | フジテレビ系列                               | 土曜 19:00 - 23:10            | 同時ネット |
| 大分県         | テレビ大分               | 日本テレビ系列 フジテレビ系列                | 日曜 0:50 - 5:00 （土曜深夜） | 遅れネット |

## 組み合わせ抽選
- 最初は出場者のマネージャーまたは代理人関係者が組み合わせ抽選を行い、終了後、本人に対戦相手を告げた。
- 1998年の「グランドチャンピオン大会」と2000年放送回の2回は番組のオープニングに出場者（2人以上のユニットは代表者）が抽選し1回戦の対戦相手が決定する。
  - 1998年の「グランドチャンピオン大会」では、左から順に「A-1」から「B-8」までのカードが入った封筒をめくり発表したが、2000年放送回の2回はくじ引き形式で発表し即時に対戦相手がわかるようになった。

## ルール・審査方法
トーナメント方式で競う（決勝戦は当初は2人だったが、後に3人になる）。初期は、審査員が5人であり、審査員長が口頭で発表する形式で、例えば「3対2で〇〇の勝ち」といった審査方法だった。
1979年4月10日放送回からは、6人の審査員が1人10点、合計60点満点で勝敗を競う形式に、1980年10月28日放送回から2000年4月7日放送までは、10人の審査員が1人持ち点10点、合計100点満点で勝敗を決める形式だった。一人の審査員が付けられる最低点は6点だが、指で5点以下の点数を示したこともあった（ものまね紅白歌合戦で出た1回のみ。時期・詳細は不明）。なお、審査員の点数・合計得点の点数を表示する得点板は、初期は電球で表示していたが、1989年第21回オールスターから合計得点のみがデジタル表示（7セグ式）に、1991年第10回爆笑!スターから審査員の点数もデジタル表示となる。同点の場合は1回勝負のじゃんけんで勝敗を決めていた。2012年7月6日、12月28日放送分では審査員10人、先攻を赤、後攻を青として、10点満点で2組同時に得点を付け、審査員席の前面のモニターに表示した後に2組の合計得点を発表する、決勝では1人ずつ順番で個別に得点を付ける形式となった。2013年12月28日放送分からは、100点満点で2組同時につけ、1000点満点で合計得点を発表する。
中期までは8点や7点もかなり付けられて、合計点数が80点台またはそれ以下というのも珍しくなかったが、1993年に淡谷のり子が降板して以降2000年4月7日までは点数がかなり甘くなり、10点・9点しか付けなくなり100点も乱発するようになった。ただし審査員によっては8点以下の点数も付けていた。例としてしのざき美知が志茂田景樹・菊池桃子がそれぞれ審査員の時に本人の物まねを、朝田昌貴が淡谷の物まねをした際には淡谷本人が6点をつけている。特に朝田の場合は明石家さんまが「番組史上初の6点」と紹介していた。（しかし時期でいえばしのざき美知が菊池桃子に6点をつけられた方が先である。）
1985年7月の「第1回爆笑!スター」では審査員11人が点数を付けるのではなく、どっちか勝ったか判定する。
前述のとおり、1989年10月の「オールスター」- 1997年3月の「爆笑!スター」は3ブロック制で決勝に残るのは3組。1997年10月の「オールスター」- 2000年4月の「爆笑!スター」は4ブロック制で決勝に残るのは4組。11月前後の「爆笑!スター」（1997年・1998年の「チャンピオン大会」）は2ブロック制で決勝に残るのは2組となる。

### 第32回オールスター（2000年10月3日放送）の審査方法
審査員に大江千里、山田邦子、石井和義、高嶋ちさ子、市田ひろみを迎えた。トーナメント方式によるルールは従来通りであるが、決勝戦以外（一回戦から準決勝まで）は、1人3点の持ち点でどちらか良かった方の挑戦者に[3-0]、[2-1]、[1-2]、[0-3]の4段階で点数を付ける方式に変更された。審査の発表形式は、各審査員席の前に星型(または鈴型)のランプが3個設置してあり、赤か白かに分かれて一斉に表示していた（例えば、S水（仮名）対K田（仮名）の対戦でS水が赤（★）、K田が白（☆）の場合、各審査員の点数がそれぞれ[★★★]、[★★☆]、[★☆☆]、[★★☆]、[☆☆☆]であれば、S水の得点が8点、K田が7点でS水の勝ちとなる）。合計15点を2人で取り合うため絶対に同点や引き分けにはならず、それに伴うジャンケンは廃止された（現在の『爆笑そっくりものまね紅白歌合戦スペシャル』、『お笑い芸人歌がうまい王座決定戦スペシャル』の形式）。決勝戦は、審査員が1人ずつ名前（プレート）を出し、支持の多い人がチャンピオンとなる。
この回は、日野美歌（セリーヌ・ディオンのものまね）、すだちtoかぼす（ディフェンディングチャンピオン。KinKi Kidsのものまね）、松居直美（小泉今日子のものまね）が決勝進出となった。審査結果発表はまず、一斉に名前の入ったプレートを出すと、大江が日野を挙げ、山田・石井が松居を挙げ、高嶋と市田がすだちtoかぼすを挙げ松居・すだちtoかぼすが同点となった。この時点で、大江が唯一挙げた日野のチャンピオンがなくなった。大江が改めて決選投票を行い、松居かすだちtoかぼすを選んだ結果、松居を挙げて、松居がチャンピオンとなった（チャンピオン達成の瞬間にはくす玉が割れて大量の紙吹雪・風船が降って、紙テープが舞う場面のあとに松居をバックにして「優勝おめでとう!!松居直美さん!!」の字幕スーパーが出ていた）。
この回の第32回オールスター・決勝戦で行った審査方法は、2008年から毎年10月下旬に放送している『オールスター芸能人歌がうまい王座決定戦スペシャル』でも採用される。ただし異なる点として、前者では5人一斉に提示したが、後者では右から順に1人ずつ、司会者がコールをした後にプレートを提示する形だった。

### 復活版
- 審査員1人赤コーナー・青コーナーそれぞれ100点ずつの持ち点でそれぞれ採点する。明らかに勝敗が分かれる勝負なら[98-88]などと点差をつけられたり、甲乙付けがたい良い勝負なら[95-95]などと同点をつけられたり、採点がつけやすい配点システムとなった。また、どちらも完璧の勝負で[100-100]とどちらも満点をつける審査員もいる場合がある。審査員は10人で1000点満点で合計得点で勝敗を決める。

### 同点決勝
2012年年末の決勝はソンミ・清水良太郎・ビューティーこくぶ・ミラクルひかるの4組が戦い、ビューティーこくぶ・ミラクルひかるが同点になった為、第1期にありえなかった決選投票を実施。第32回オールスター・決勝と同じ審査方法で決したが、審査員が10人である為、5対5に割れた場合は審査員長の堺正章が挙げた人が優勝となった。

## スタジオ（復活版）
復活版では、『爆笑そっくりものまね紅白歌合戦スペシャル』のスタジオセットを使用しているが、トーナメント表は審査員席の背後のLEDスクリーンに表示される。

## チャンピオン決定後
決勝戦の審査結果発表でチャンピオンが決定し、くす玉が割れ（割れる場面をアップで写す）、大量の紙吹雪と風船を浴びる優勝者の表情を映し出した。中には、大泣きする優勝者（コロッケ、清水アキラ、栗田貫一、松本明子、森口博子、松居直美、中島マリ、岩本恭生など）も多数いた（松居、松本、森口が決勝戦の結果発表の際は、3人が抱き合いながら大泣きしていた）。
なお、初期のチャンピオンへの賞品はハワイ旅行だったが、第10回以降からは賞金100万円（84分（1997年・1998年は114分）以上の拡大スペシャルの場合は200万円にアップ。ただし、2000年10月放送回・2012年以降の復活版は100万円だった。賞金目録は小切手をモデルにしたものだった）。ダチョウ倶楽部がチャンピオンになった回（1996年11月の第20回爆笑!スター・1999年4月の第24回爆笑!スター（この回の優勝賞金は200万円だった））では、賞金を3等分できないとの理由でさらに100万円を追加、都合賞金300万円となったこともある。そして、ゴールデントロフィー・花束が贈呈される。敗れた決勝進出者にも、得点にかかわらず「準優勝」と書かれた目録（金一封）が渡される（1997年のオールスターでは賞金50万円・海外旅行）。また、審査員特別賞や敢闘賞、熱演賞などが選ばれた回もある。
なお、賞金総額は1994年秋などでは500万円、1997年秋などで700万円だった。
また、番組の収録が長時間に渡るため、収録終了後は近くの居酒屋や焼肉屋などで飲み会が必ず開催される。この代金は優勝者の賞金から支払われ、残金が優勝者の物になるのが通例であった。この模様はドキュメントで放送された。
2012年7月6日に復活してからの放送では優勝者に対するトロフィー・賞金小切手パネル贈呈はあったが、祝賀用くす玉・キャノン砲（大量の紙吹雪・風船・紙テープ）はない。

### チャンピオン達成者（歴代優勝者）
※太字は複数回のチャンピオン達成者。
- 森昌子（2回）
初代チャンピオンである。
- 藤圭子
- 五木ひろし（2回）
- 細川たかし
- 浅野ゆう子
- 石川さゆり（2回）
- 西城秀樹
- 角川博
- 小林幸子
- 野口五郎
- 研ナオコ
- 松居直美（3回）
女性の優勝者では唯一ものまね四天王全員に勝利した事がある。2000年10月3日放送の第32回でチャンピオン達成。本番組第1期として最後のチャンピオンとなった。
- ラッツ&スター（2回）
- 太平サブロー・シロー
- ビジーフォー（5回）
清水アキラと共に最多優勝回数を記録。
- コロッケ（2回）
- 田代まさし・桑野信義
ラッツ&スター名義で出場した回を除く。
- 清水アキラ（5回）
- 栗田貫一（4回）
ジャンケンでの敗退が多く、初めてのチャンピオンはグランドチャンピオン大会で達成。
- 原田ゆかり
単独・橋本志穂とのペアとで各1回ずつ優勝している。
- 篠塚満由美
「しじみとさざえ」時代の優勝経験は無し。
- 岩本恭生
- 松本明子（2回）
同点じゃんけんでの勝利も多い。
- 森口博子
- 布施辰徳（3回）
1992年の第24回オールスターで初出場初優勝の記録を作る。また翌年の第25回オールスターでも優勝し、オールスターにおいての連覇を達成する。
2014年復活版第4弾で優勝。
- 斎藤ルミ子
「女四天王」では最後の優勝者。
- CCガールズ
- わたる哲兵（現在：亘哲兵）
実力があるのにもかかわらず、万年1回戦落ちであった（1992年の第11回爆笑!スターでしのざき美知に黒星を付けられたこともあった。）。しかし1994年の第15回爆笑!スターで初の1回戦突破を果たし、そのまま初優勝。
- 星奈々（3回）
- 中島マリ
- 市原利花
- ダチョウ倶楽部（2回）
「お笑い四天王」では唯一の優勝者。
- 工藤兄弟・松村和子・大石円
- 橋本志穂
原田ゆかりとペア出場の時に記録。
- 城之内早苗
- すだちtoかぼす
- ミラクルひかる
2012年復活版第1弾で優勝。
- ビューティーこくぶ（3回）
2012年復活版第2弾で優勝。
2016年復活版第6弾で優勝。
2022年復活版第12弾で優勝。
- 友近
2013年復活版第3弾で優勝。
- 城南海
2015年復活版第5弾で優勝。
- エハラマサヒロ
2017年復活版第7弾で優勝。
- 君島遼
2018年復活版第8弾で優勝。
- ダブルネーム（2回）
2019年復活版第9弾で優勝。
2024年復活版第14弾で優勝。
- 松浦航大
2020年復活版第10弾で初出場初優勝を達成。
- 荒牧陽子
2021年復活版第11弾で初出場初優勝を達成。
- ななみなな
2023年復活版第13弾で優勝。

## 司会（第1期）
- 小林大輔（時期不明）
- 坂上二郎（1973年度 - 1978年度秋）
- 榊原郁恵（1987年度春 - 2000年度春）
- あのねのね（1979年度春 - 1986年度秋）
  - 清水国明（1989年度春・1991年度春 - 1999年度秋）
  - 原田伸郎（1991年度春より不定期）
- 明石家さんま（1985年度秋・1992年度秋）
- 研ナオコ（1985年度秋・1991年度春 - 1994年度最終回）
- みのもんた（1980年度秋 - 1984年度秋）
- 所ジョージ（1987年度春 - 1990年度最終回）
- 田代まさし（1988年度春 - 1990年度最終回）
- 井上順（1977年度春・1995年度春 - 1998年度最終回）
- 松本伊代（1996年度春 - 2000年度春）
- 東ちづる（1996年度春）
- 翔（1996年度秋・最終回）
- 愛川欽也（1997年度秋・1998年度春）
- ガダルカナル・タカ（1998年度秋 - 2000年度春）
- 薬丸裕英（1999年度春 - 2000年度春）
- 今田耕司（2000年10月3日）
- 東野幸治（2000年10月3日）
- 篠原ともえ（2000年10月3日）

## 司会（第2期）
- 今田耕司（2012年復活版第1回 - ）
- 東野幸治（2012年復活版第1回 - 2023年復活版第13回）
- 高島彩（2012年復活版第1回・第2回）
- 中野美奈子（2012年復活版第1回のみ）
- 三田友梨佳（2012年復活版第2回のみ）
- 西山喜久恵（2013年復活版第3回 - 2023年復活版第13回）
- 内田嶺衣奈（2013年復活版第3回）
- 松村未央（2014年復活版第4回）
- 山﨑夕貴（2015年復活版第5回 - 2022年復活版第12回）
- 永島優美（2023年復活版第13回）
- 椿原慶子（2024年復活版第14回）
- 篠原涼子（2024年復活版第14回）：スペシャルMC

## 審査員
☆ = 「爆笑そっくりものまね紅白歌合戦スペシャル」でも審査員を務めた経験あり。
- 高崎一郎（初期の頃）
- 坂上二郎（司会退任後に数年間担当）
- ジェリー藤尾（1980年代前半まで）
- 小松政夫
- 野際陽子
- 土居甫
- 小池聰行（1980年代中期・1990年代末期）
- 玉井冽（台本構成担当）
- 黛ジュン
- 淡谷のり子
- 小森和子
- 藤村俊二：1989年度最終回まで登場。
- 海老一染之助・染太郎
- 針すなお：番組使用の似顔絵担当。
- 大矢明彦
- 鈴木邦彦：作曲家。1997年春まで出演。
- おすぎとピーコ
- 森本レオ
- 野口五郎
- 保沢紀（当時フジテレビ衣装部）
- 生田悦子
- 峰岸徹
- 菊池桃子
- 定岡正二
- うつみ宮土理
- 美川憲一
- 辺見えみり
- 水前寺清子
- 浅田美代子
- 瀬川瑛子
- きよ彦
- 志茂田景樹
- 西村知美
- 鈴木ヒロミツ
- 山口美江
- 小川知子
- 大江千里（2000年10月3日のみ）
- 山田邦子（2000年10月3日のみ）
- 石井和義（後の『紅白』にも出演）
- 高嶋ちさ子（後の『紅白』にも出演）
- 市田ひろみ（2000年10月3日のみ）
- 清水国明（1987年度春 - 1990年度最終回）
- 原田伸郎（1987年度春から不定期）
- 松本伊代（1992年度春 - 1994年度最終回）
- 井上順（1996年度秋・最終回、1997年度秋、1999年度秋 - 2000年度春）
- 翔（1997年度秋 - 1998年度春）
- 平尾昌晃
- 世良公則
- 羽田圭介
- 鈴木ちなみ
- 松井玲奈
- 道端アンジェリカ
- 相川七瀬
- ☆ぺこ&りゅうちぇる[注 17]
- ☆河北麻友子
- MEGUMI
- 篠山輝信
- 遼河はるひ
- 板野友美
- おのののか
- 渡辺裕太

※第1期・第2期を含めた歴代審査員（2017年まで）。

### 2018年復活版（第8回）での審査員
☆ = 「爆笑そっくりものまね紅白歌合戦スペシャル」でも審査員を務めた経験あり。
- ☆堺正章（審査員長）
- ☆片岡鶴太郎
- ☆アンミカ
- 橋本マナミ
- 小倉智昭
- ☆朝比奈彩
- 鬼龍院翔
- 岡副麻希
- 加藤諒
- ☆小川菜摘

### 2019年復活版（第9回）での審査員
- 堺正章
- 片岡鶴太郎
- アンミカ
- 小島瑠璃子
- 小倉智昭
- 木嶋真優
- 伊原六花
- 林家たま平
- 秋元真夏（乃木坂46）
- 真飛聖

### 2020年復活版（第10回）での審査員
- 堺正章
- 片岡鶴太郎
- アンミカ
- 相川七瀬
- 小倉智昭
- 鈴木ちなみ
- 足立梨花
- 森崎ウィン
- 大友花恋
- 青木源太

### 2021年復活版（第11回）での審査員
- 堺正章
- 片岡鶴太郎
- 相川七瀬
- 黒沢薫（ゴスペラーズ）
- アンミカ
- 新川優愛
- 八乙女光（Hey! Say! JUMP）
- 須崎優衣
- ウルフアロン
- ハラミちゃん

### 2022年復活版（第12回）での審査員
- 堺正章
- 片岡鶴太郎
- 柿澤勇人
- ナヲ（マキシマム ザ ホルモン）
- 小川菜摘
- トラウデン直美
- 鈴木紗理奈
- 深澤辰哉（Snow Man）
- 桜井玲香
- ゆうちゃみ

### 2023年復活版（第13回）での審査員
- 堺正章
- 片岡鶴太郎
- 神田愛花
- 鬼龍院翔（ゴールデンボンバー）
- 城田優
- 鈴木紗理奈
- 五条院凌
- 中島颯太（FANTASTICS）
- ナヲ（マキシマム ザ ホルモン）

## ものまねされた審査員
- 野際陽子：中島マリと松本明子にものまねをされたことがある。
- 小池聰行：寺門ジモンにものまねされたことがある。
- 黛ジュン：篠塚満由美、星奈々、俵山栄子にものまねをされたことがある。
- 小森和子：田代まさし・桑野信義にものまねをされたことがある。
- 海老一染之助・染太郎：とんねるず、おぼん・こぼん、おきゃんぴーにものまねをされたことがある。
- おすぎとピーコ：鈴木末吉・X-GUNにものまねをされたことがある。
- 森本レオ：肥後克広にものまねをされたことがある。
- 野口五郎：コロッケ・布施辰徳にものまねをされたことがある。
- 保沢紀（フジテレビ衣装部）：肥後克広にものまねされたことがある。
- 美川憲一：コロッケ、布施辰徳、つぶやきシロー、肥後克広にものまねをされたことがある。
- 菊池桃子：コロッケ、井森美幸、しのざき美知、芳本美代子、松居直美らにものまねをされたことがある。
- 水前寺清子：佐山友香、清水アキラ、松居直美、俵山栄子にものまねをされたことがある。
- 浅田美代子：コロッケにものまねをされたことがある。
- 瀬川瑛子：栗田貫一、原田ゆかり、星奈々にものまねをされたことがある。
- 秋元康：上島竜兵にものまねをされたことがある。
- きよ彦：笑福亭笑瓶にものまねをされたことがある。
- 西村知美：栗田貫一にものまねをされたことがある。
- 大江千里：布施辰徳・香田晋にものまねをされたことがある。
- あのねのね：肥後克広・寺門ジモンにものまねをされたことがある。
- 松本伊代：原田ゆかり、しのざき美知、斉藤ルミ子、松下桂子、有田哲平（当時海砂利水魚）、三井ゆりにものまねをされたことがある。
- 井上順：鈴木末吉にものまねをされたことがある。
- 平尾昌晃：モト冬樹にものまねをされたことがある。
- 世良公則：清水アキラ、パル、岩本恭生にものまねをされたことがある。
- 堺正章：清水アキラ、明石家さんま、ほいけんたにものまねをされたことがある。
- 小倉智昭：栗田貫一にものまねをされたことがある。
- 淡谷のり子：清水アキラ、朝田昌貴、ヒップアップ（島崎俊郎）、コロッケにものまねをされたことがある。

## 主な出場者
★ = 2012年復活版にも出演。☆ = 『爆笑そっくりものまね紅白歌合戦スペシャル』にも出演している。
ものまね四天王
- ★☆清水アキラ
- ★☆栗田貫一
- コロッケ（日本テレビのものまね番組へ移動）：『ものまねバトル』→『ものまねグランプリ』にレギュラー出演。
- ビジーフォー[注 18]

ものまね女性版四天王
- ★☆松本明子
- ★☆松居直美：本番組ADの男性と結婚し男児をもうけるが、教育方針の対立により2003年に離婚。結婚後にスタジオで共演する場面があった。
- ★☆森口博子
- ☆星奈々
- 篠塚満由美（日本テレビのものまね番組へ移動）
- 斉藤ルミ子（中期 - 末期）

ものまねお笑い四天王
- ☆ダチョウ倶楽部
- 笑福亭笑瓶
- ピンクの電話
- しのざき美知

その他の常連出場者
- 岩本恭生（日本テレビのものまね番組へ移動）
- 桑野信義
- とんねるず：第15～17回大会に出場。17回はブロック優勝し決勝へ進出。ビジーフォーに敗れ準優勝となる。自身のレギュラー番組『とんねるずのみなさんのおかげです』では「木梨憲武1人オールスターものまね王座決定戦」という当番組のパロディ企画が行われていた。
- ☆松村邦洋：ネタ披露のあとに、披露した余計なものまねがウケ、司会者から「そっちの方がいいんじゃないの?」と毎回ネタチョイスをいじられる。
- 原田ゆかり
- しじみとさざえ：篠塚満由美・松下桂子が組んだユニット。それぞれピンでも出場。
- C.C.ガールズ
- CoCo
- みるく
- 城之内早苗
- ★☆布施辰徳
- 星奈々
- 俵山栄子
- 市原利花
- わたる哲兵
- 中島マリ
- 山田健二
- 橋本志穂
- 藤川なお美
- 松村和子
- 大石円（現在：大石まどか）
- 広川ひかる
- 岡本夏生
- ナオミ・グレース
- ジェニーいとう
- 工藤兄弟
- おぼん・こぼん
- 吉村明宏
- ヒップアップ
- ザ・ぼんち
- たけし軍団
- 鈴木末吉
- 朝田昌貴
- パワーズ：火野玉男（現在：堀部圭亮）・須間一弥のお笑いコンビ
- Bro.KORN：再出場から10年後の2008年4月1日には『爆笑そっくりものまね紅白歌合戦スペシャル』にバブルガム・ブラザーズとしてゲスト出演した（布施辰徳・上島竜兵がものまねしたため）。
- ジミー大西
- つぶやきシロー
- KINYA
- 清水健太郎
- ★☆カール北川
  - カールはせんだ光雄、山田健二、SUEKICHI、わたる哲兵と組んで出場したが、2012年復活版では1人で出場

ほか多数
- 田代まさしは桑野信義と組んで出場者としても出演していた。
- また、ものまね四天王がブレイクする前の番組初期 - 中期には五木ひろし、ピンク・レディー、桜田淳子、松田聖子、河合奈保子、内藤やす子、オール阪神・巨人など、大物歌手や人気タレントがものまねを披露していた。

### 2012年復活版（2012年夏）
☆ = 『爆笑そっくりものまね紅白歌合戦スペシャル』にも出演している。
- ☆AYU（現在：野崎鮎）
- ☆いっこく堂
- ☆エハラマサヒロ
- ☆黒田アーサー
- ☆清水良太郎[注 19]
- ☆田口佑希：後にたぐちゆうきへ改名。
- ☆ダブルネーム
- ☆千秋
- チームよしもと（山崎邦正[注 20]・オリエンタルラジオ・☆NON STYLE・☆楽しんご）
- ☆新山千春
- ☆ビューティーこくぶ
- ☆福島和可菜
- ☆増田英彦
- ☆松井絵里奈
- ☆みはる
- ☆ミラクルひかる
- ☆暁月めぐみ
- ☆春香クリスティーン
- ☆影武者X
- ☆ガウ&エリザベータ
- マイケル富岡
- ☆鈴木麻由
- ひとネタ四天王（☆松村邦洋・☆大山英雄・☆NON STYLE・ザブングル[注 21]）
- ☆ユージ

### 2012年末
☆ = 『爆笑そっくりものまね紅白歌合戦スペシャル』にも出演している。
- 鈴木佑季
- ☆ソンミ
- 徳光正行
- 毛利ケンイチ

### 2013年
☆ = 『爆笑そっくりものまね紅白歌合戦スペシャル』にも出演している。
- ☆君島遼
- 阿佐ヶ谷姉妹
- ☆たかはし智秋
- ☆オリエンタルラジオ
- G-girls（ガウ・エリザベータ・ジェニファー）
- ☆小田嶋政志
- ☆キンタロー。
- ひとネタ四天王（☆松村邦洋・☆NON STYLE・☆我が家）
- ☆おおともりゅうじ
- ☆千葉彩
- ☆misono
- ☆山本高広

### 2014年
☆ = 『爆笑そっくりものまね紅白歌合戦スペシャル』にも出演している。
◎ = 『ものまねグランプリ』（日本テレビ）にも出演している。
- ◎原口あきまさ
- ☆春香クリスティーン
- ◎神奈月
- ◎みかん
- ☆コージー冨田[注 22]
- ☆ノブ&フッキー[注 22]
- ◎やしろ優
- ☆どぶろっく
- ☆JOY
- ☆日本エレキテル連合

### 2015年
☆ = 『爆笑そっくりものまね紅白歌合戦スペシャル』にも出演している。
◎ = 『ものまねグランプリ』（日本テレビ）にも出演している。
- ◎ホリ
- ダイアナ・ガーネット：日本テレビ系列『のどじまん THE ワールド!』からの刺客として参戦。
- ☆城南海：テレビ東京系列『THEカラオケ★バトル』からの刺客として参戦。
- ☆モリナオフミ
- ☆田村正和（ものまねタレント）：後にたむたむへ改名。

### 2016年
☆ = 『爆笑そっくりものまね紅白歌合戦スペシャル』にも出演している。
◎ = 『ものまねグランプリ』（日本テレビ）にも出演している。
- ☆◎トレンディエンジェル
- ☆藤本匠
- ☆小林達矢

### 2017年
☆ = 『爆笑そっくりものまね紅白歌合戦スペシャル』にも出演している。
- 岡井千聖
- ☆ANZEN漫才
- ☆おばたのお兄さん
- ☆春風みずほ
- ☆シュネル
- ☆コージー冨田&あしべ

### 2018年
☆ = 『爆笑そっくりものまね紅白歌合戦スペシャル』にも出演している。
- ☆小坂なおみ
- ☆ほいけんた
- ☆羽生ゆずれない
- ☆Rocky石井
- ☆鎮目政宏
- ☆加藤健
- ☆柴山紗梨菜：後に柴山サリーへ改名。

### 2019年
☆ = 『爆笑そっくりものまね紅白歌合戦スペシャル』にも出演している。
◎ = 『ものまねグランプリ』（日本テレビ）にも出演している。
- ファーストサマーウイカ
- ◎YOMA
- ☆ななみなな
- ◎uiui先輩
- ☆NASUMI
- 小川美佳

### 2020年
☆ = 『爆笑そっくりものまね紅白歌合戦スペシャル』にも出演している。
◎ = 『ものまねグランプリ』（日本テレビ）にも出演している。
- ☆Ichi
- ☆小川美佳
- ☆おばたのお兄さん
- ☆杉野ひろし
- ☆ずま（虹色侍）
- 田原可南子
- ☆◎NASUMI
- ☆◎ななみなな
- 春風みずほ
- ビューティーこくぶ
- FUJIKIN（a.k.a藤本匠）
- ☆ほいけんた
- ☆◎松浦航大
- ☆◎YOMA（斬波）

### 2021年
☆ = 『爆笑そっくりものまね紅白歌合戦スペシャル』にも出演している。
◎ = 『ものまねグランプリ』（日本テレビ）にも出演している。
- ☆小川美佳
- ☆松田幸起
- ☆Tarkiee
- ☆hiromi
- ☆SHINOBU
- ☆◎よよよちゃん
- ☆◎YOMA（斬波）
- ☆英明
- ◎荒牧陽子
- ◎柴山サリー

### 2022年
◎ = 『ものまねグランプリ』（日本テレビ）にもレギュラー出演している。
- 小林穂高
- 砂月凜々香（IDOLATER）
- ◎JP
- 新澤菜央（NMB48）
- 中島知子
- ◎nanami
- ◎Mr.シャチホコ
- ゆうぞう
- レッツゴーよしまさ

### 2023年
- ありさブリリアント
- 成田寛己
- 針谷紀久子

## あなたが選ぶ!ものまね王座決定戦ベスト101
『あなたが選ぶ!ものまね王座決定戦ベスト101』とは『ものまね王座』の総集編かつリクエストスペシャルで1990年度から1997年度まで『火曜ワイドスペシャル』や『強力!木スペ120分』にて放送された。本番組ではハガキでのリクエストやリクエストした視聴者への逆電が行われ、『ものまね王座』の他『ものまね紅白』や『ものまね珍坊』や『日本ものまね大賞』の各VTRが使用された。

### 放送日・放送時間
第1回
- 1990年7月10日（火）19:30 - 20:54（JST）

第2回
- 1992年2月25日（火）19:30 - 20:54（JST）

第3回
- 1993年3月2日（火）19:30 - 20:54（JST）

第4回
- 1994年3月1日（火）19:00 - 20:54（JST）
  - フジテレビ開局35周年記念特別企画として放送。

第5回
- 1995年3月7日（火）19:30 - 20:54（JST）

第6回
- 1996年2月20日（火）19:00 - 20:54（JST）

第7回
- 1997年3月4日（火）19:00 - 20:54（JST）

第8回（最終回）
- 1998年3月5日（木）19:00 - 20:54（JST）

### 歴代司会者
- 司会者の欄を参照。

## スタッフ
歴代プロデューサー
- 久保田逸博：番組開始 - 1979年 坂上二郎、あのねのねを司会者として起用した。また演出も担当。
- 井上信悟：1985年 - 1986年秋
- 木村忠寛：1987年春 - 2000年春（途中まで演出兼任） 鉄拳制裁を厭わない厳しい演出などが原因で出演者との対立を起こし、ものまね四天王ブームやその後のタレント流出を起こした。しかし、時代に合わせたかったらしく、1997年から司会者とものまね者がものまね前後のトーク時にはしゃべる際にテロップを入れるようにし、（『HEY!HEY!HEY! MUSIC CHAMP』と同じ文字）出演者の名前スーパーもそれまでの文字だけから、文字後ろに派手な背景がある現代風へ変えた。セットも現在のお台場社屋へ移転した1997年春より、それまで登場待ち出演者がセット後ろの見えるところに座っていたものを楽屋で待ってもらうようにし、普通のセットに変えた。
- 水口昌彦：2000年秋 第1期の最終回では、赤いブレザーを廃止し、司会者・採点方法を一新、後に紅白へ変えた。
- 石川綾一：2012年 第2期初代プロデューサー
- 加茂裕治：2012年 第2期2代目チーフプロデューサー
- 渡邊俊介：2014年 第2期3代目チーフプロデューサー

歴代ディレクター
- 今井一
- 城間康男
- 安藤厚司
- 笠井雅旭

構成
- 玉井洌→玉井貴代志
- 沢口義明

技術協力
- ニユーテレス
- 東洋現像所→IMAGICA

制作協力
- 禅プランニングアンドプロデュース→4-Legs